# Meringopus pacificus
Meringopus pacificus là một loài tò vò trong họ Ichneumonidae.